# 黃錫三

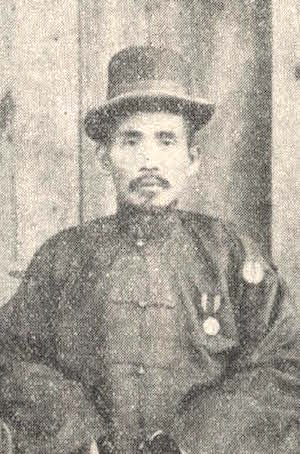
黃錫三

黃錫三（1868年1月21日—1929年5月28日），本名廷幹，字錫三，日治時期報戶口時以其字為名。生於台灣彰化縣沙連保大坪頂新寮莊（今南投縣鹿谷鄉鹿谷村新寮），清朝秀才，日治時期為學校教師。

## 生平
祖父黃邦光，習儒業，但一直無法考取科舉，在當地教授私塾。其兄黃廷翰。
1889年，在竹山林圯埔街開設書房，教授生徒。1891年，又至九寮仔（今竹山鎮桂林里屬）設習靜齋。1892年，以第一名考取雲林縣儒學生員（秀才）。1893年至福建省福州，參加癸巳恩科舉人考試，但未考取。
1894年，臺灣巡撫邵友濂修台灣通志。黃錫三應雲林知縣謝壽昌聘請，任辦理沙連、鯉魚頭兩堡採訪事務委員。
1895年，回到林圯埔街，設持靜齋書塾，繼續教授生徒。
1899年，台灣總督府聘請他任林圯埔公學校漢文教員。

## 家庭
其妻張也好，兩人生有三子，黃式鴻、黃仲圖與黃叔鄹。